# کورچ
کورچ (انگلیسی: Kurech) یک شهرک در شهرستان بلاگووشچنسکی باشقیرستان کشور روسیه است.